# Viquipedista resident

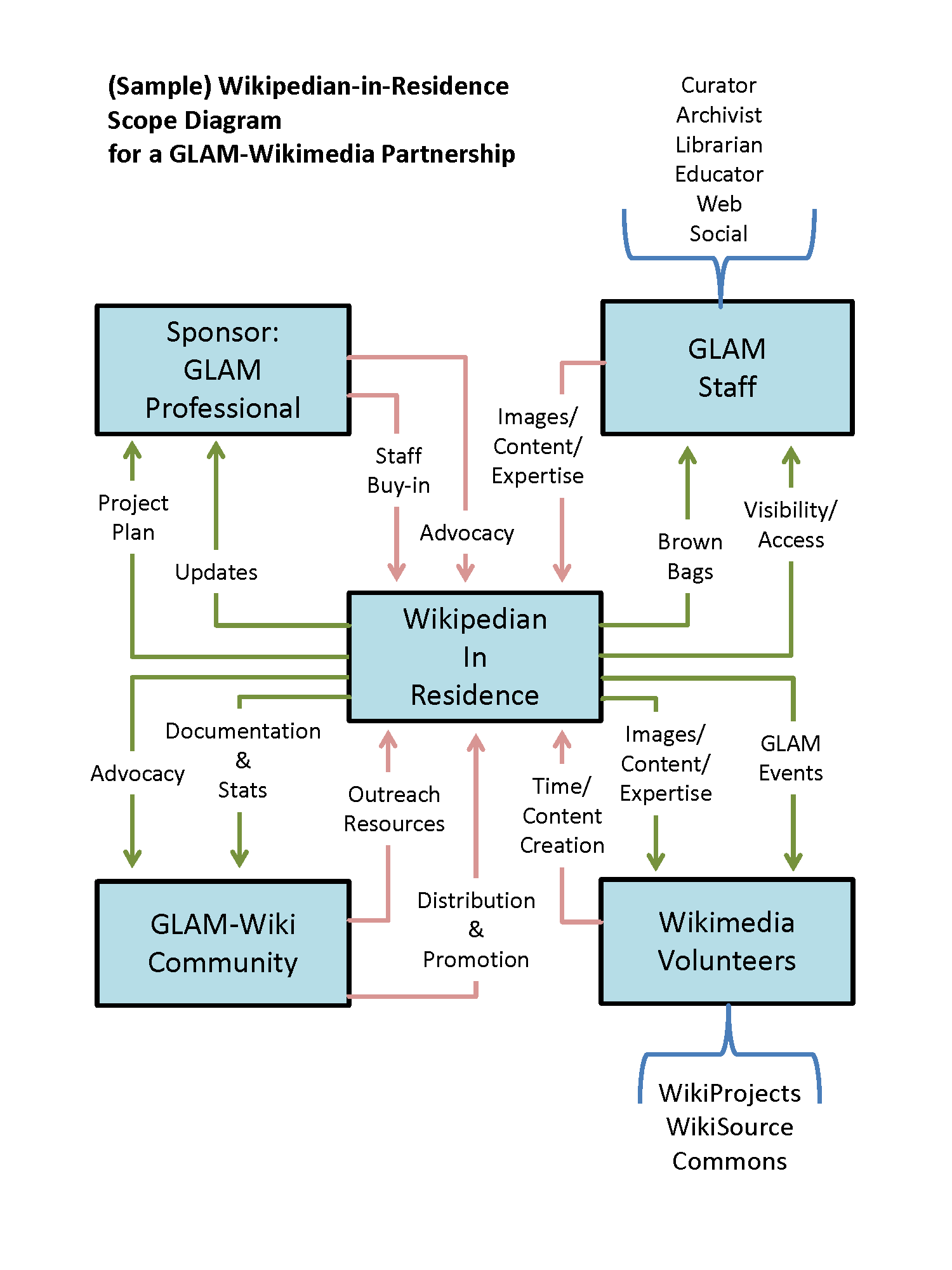
Esquema de les relacions entre un viquipedista resident i la comunitat.

Un viquipedista resident és un editor de la Viquipèdia que accepta l'encàrrec d'una institució, generalment un museu, una biblioteca o un arxiu (el que en anglès s'agrupa sota l'acrònim GLAM), per facilitar l'edició d'articles de la Viquipèdia relatius a aquella institució, la disposició de materials en poder de la institució com a materials sota llicència lliure, i el desenvolupament de relacions entre la institució i la comunitat viquipèdica. Algunes institucions GLAM que tenen o han tingut viquipedista resident són: el Museu Britànic, la Biblioteca Britànica, el Palau de Versalles, el Museu Picasso o la Smithsonian Institution.
Les tasques pròpies dels viquipedistes residents inclouen ajudar el personal propi de la institució, així com als usuaris, i, és clar, fer contribucions als articles de la Viquipèdia que interessen a la institució. També pot ser que facin sessions o cursos de formació sobre aquest tema.

## Història

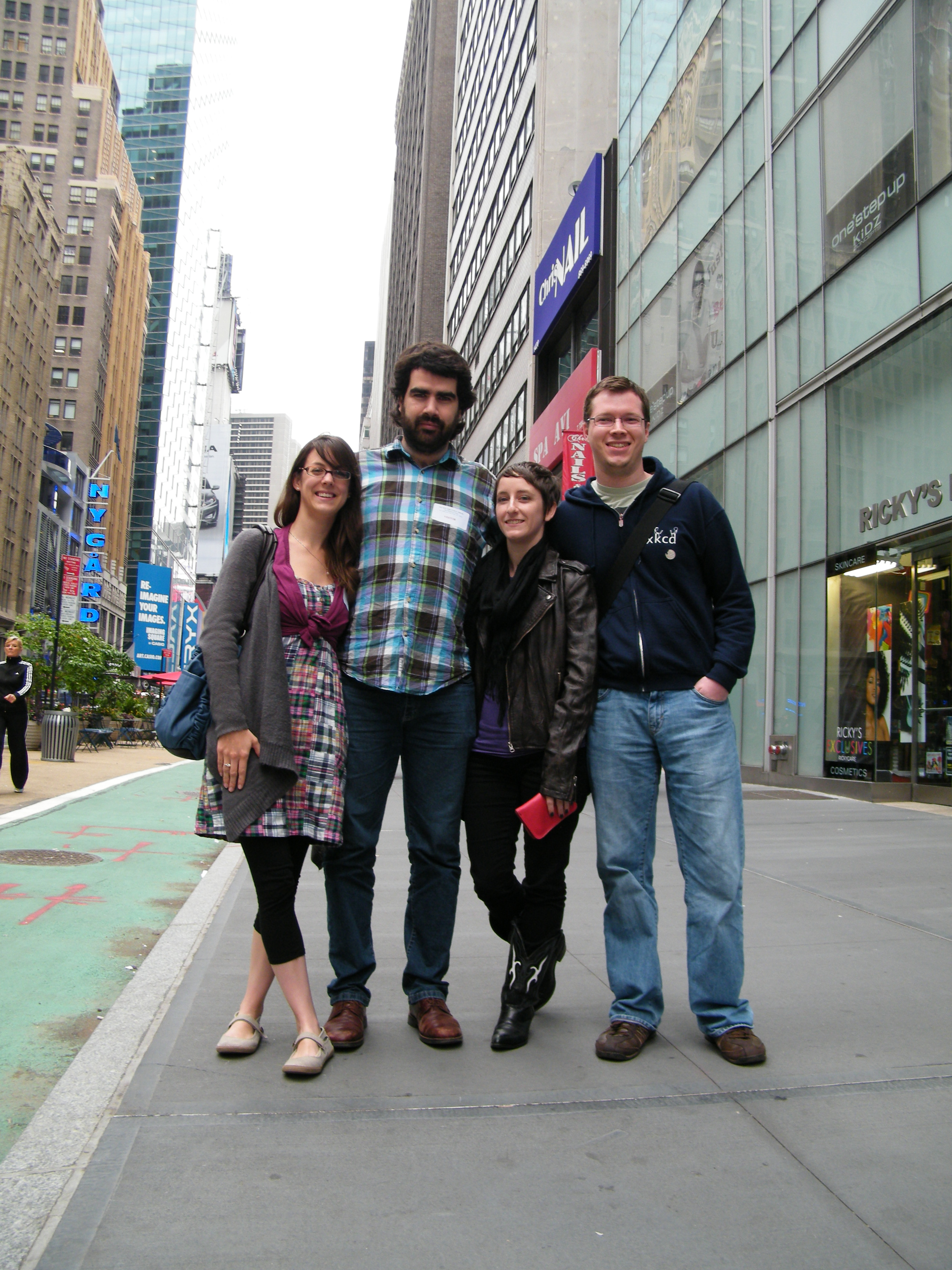
Els viquipedistes residents Lori Phillips, Àlex Hinojo, Sarah Stierch i Dominic McDevitt-Parks, a Nova York el 2011.

El primer viquipedista resident, Liam Wyatt, va treballar com a voluntari al Museu Britànic durant un període de cinc setmanes l'any 2010. Va posar en relleu la necessitat que té la Viquipèdia d'entrènyer llaços amb els museus per tal de tenir la informació més precisa i actualitzada possible tot dient: «Hem estat fent la mateixa tasca pels mateixos motius, per al mateix públic i en el mateix mitjà. Perquè no ho fem plegats?».
Aquesta primera experiència fou seguida per les de Lori Phillips al Museu de la Infància d'Indianapolis, que encara dura actualment, i de Benoît Evelin, que es va estar sis mesos seguits col·laborant amb el Palau de Versalles. El Museu Picasso de Barcelona i el Museu de Derby, a Anglaterra, van ser altres institucions pioneres d'aquesta iniciativa. El 2010, la Smithsonian Institution, de Washington DC, va mostrar el seu interès per contractar els serveis d'un viquipedista resident, que finalment va ser la Sarah Stierch.
Altres institucions GLAM catalanes que han engegat projectes amb viquipedistes residents són el Museu Nacional d'Art de Catalunya, la vila de Palafrugell, el Museu d'Art Jaume Morera, el Museu d'Història de Catalunya, el Museu de la Música de Barcelona, la Fundació Suñol i el Servei de Biblioteques de la Generalitat de Catalunya.
El 2014 la col·laboració es va ampliar per primer cop a una universitat amb un viquipedista resident a la Universitat de Berkeley i un altre a la Universitat Oberta de Catalunya.